# Хотинский национальный природный парк
Хотинский национальный природный парк (укр. Хотинський національний природний парк) — природоохранная зона на территории Днестровского района Черновицкой области.

## История
Природный парк создано 22 января 2010 года согласно Указу Президента Украины Виктора Ющенко для сохранения ценных природных и историко-культурных комплексов и объектов в бассейне реки Днестр.
Территория национального природного парка «Хотинский» согласована в установленном порядке включает 9446,1 гектара земель государственной собственности, в частности 2832,2 гектара земель Государственного предприятия «Сокирянское лесное хозяйство» и 277,7 гектара земель Государственного предприятия «Хотинское лесное хозяйство», которые изымаются в установленном порядке и предоставляются национальному природному парку в постоянное пользование, и 459,5 гектара земель Государственного предприятия «Кельменецкое специализированное лесничество АПК», 214,7 гектара земель Государственного предприятия «Хотинское государственное специализированное лесничество АПК» и 5662 гектаров Днепровско-Прутского бассейнового управления водных ресурсов, которые включаются в состав национального природного парка без изъятия.

## Процесс создания
Согласно Указу Президента Украины Кабинет министров Украины должен:
1. Обеспечить:
  1. Решение вопроса относительно образования администрации национального природного парка «Хотинский» и должное её функционирования;
  2. Утверждение в шестимесячный срок в установленном порядке Положения о национальном природном парке «Хотинский»;
  3. Подготовку в течение 2010—2011 годов материалов и решение в соответствии с законодательством вопросов относительно изъятия и предоставления в постоянное пользование национальному природному парку «Хотинский» 3109,9 гектара земель, а также разработку проекта землеустройства по отводу земельных участков и проекта землеустройства по организации и установлению границ территории национального природного парка, получения государственных актов на право постоянного пользования земельными участками;
  4. Разработку в течение 2010—2012 годов и утверждение в установленном порядке Проекта организации территории национального природного парка «Хотинский», охраны, воссоздания и рекреационного использования его природных комплексов и объектов;
2. Предусматривать во время доработки проекта Закона Украины «О Государственном бюджете Украины на 2010 год» и подготовки проектов законов о Государственном бюджете Украины на следующие годы средства, необходимые для функционирования национального природного парка «Хотинский».